# میگوهای گل‌نشین
میگوهای گل‌نشین (نام علمی: Thalassinidea) نام یک فروراسته از زیرراسته شنارویان‌داران است.